# Cerol na Mão
Cerol na Mão é a música de maior sucesso do grupo de funk carioca Bonde do Tigrão. Ela chegou a ser executada vinte vezes por dia nas principais rádios do país e ajudou a vender as 300.000 cópias do CD de estréia do grupo.
Embora todos pensem que a letra é “Vou cortar você na mão” a versão original é “Vou botar você na mão”, porém a letra atual ficou popular, sendo, assim, dada como certa.
A letra da canção surgiu num papo descontraído num bar na Cidade de Deus, uma das comunidades do Rio de Janeiro, entre o vocalista Leandrinho com o pai do Tiaguinho, outro integrante da banda.

## Controvérsias
Em 2003, a gravadora Play it Again Sam acusou o grupo de plágio por uso não autorizado da canção "Headhunter" do grupo belga Front 242 como sample na canção.
A gravadora belga processou o quarteto carioca e a gravadora Sony Music por terem usado as bases da canção "Headhunter" sem dar o devido crédito a seus verdadeiros autores. O produtor da música, Dennis DJ, reconheceu que usou um trecho da canção do grupo belga no início da faixa. "Como o Bonde do Tigrão e o Rômulo (Costa, dono da Furacão) aprovaram, "Cerol Na Mão" virou esse sucesso todo."